# Olympische Sommerspiele 1972/Teilnehmer (Guatemala)
| Gelbes Symbol für Goldmedaillen mit stilisierten Olympischen Ringen | Graues Symbol für Silbermedaillen mit stilisierten Olympischen Ringen | Braundes Symbol für Bronzemedaillen mit stilisierten Olympischen Ringen |
| ------------------------------------------------------------------- | --------------------------------------------------------------------- | ----------------------------------------------------------------------- |
| —                                                                   | —                                                                     | —                                                                       |

Guatemala nahm an den Olympischen Sommerspielen 1972 in München mit acht Athleten in drei Sportarten teil. Es waren die dritten Olympischen Sommerspiele für Guatemala.

## Teilnehmer nach Sportarten

### Leichtathletik
- Carlos Cuque
Männer, Marathon, 43. Platz
Männer, 5000 m, in der Vorrunde ausgeschieden
- Luis Flores
Männer, Zehnkampf, dnf
- Julio Quevedo
Männer, Marathon, 54. Platz
Männer, 5000 m, in der Vorrunde ausgeschieden
Männer, 3000 m Hindernis, in der Vorrunde ausgeschieden

### Ringen
- Joseph Burge
Männer, Freistil, Federgewicht, 7. Platz
- Juan de Hernández
Männer, Griechisch-römischer Stil, Federgewicht, in der Vorrunde ausgeschieden
- Luis Fuentes
Männer, Freistil, Bantamgewicht, in der Vorrunde ausgeschieden
- Pedro Piñeda
Männer, Freistil, Fliegengewicht, in der Vorrunde ausgeschieden

### Schießen
- Víctor Castellanos
Männer, Schnellfeuerpistole 25 m, 50. Platz